# Honor Killed the Samurai
Honor Killed the Samurai ist das vierte Studioalbum des US-amerikanischen Rappers Ka. Es wurde am 13. August 2016 über das Label Iron Works veröffentlicht.

## Über das Album

### Musikalischer Inhalt
Wie der Titel des Albums schon erahnen lässt, erzählt Ka seine Geschichte von seinem Leben, in dem er wie ein Samurai versucht, ein ehrliches, demütiges und ehrenhaftes Leben zu führen und Geld keine Bedeutung beimisst. Aber das reale Leben würde solch eine Lebensweise verhindern, er sei gezwungen, die Tugenden eines Samurai für Geld zu ignorieren, er müsse Menschen töten und Drogen verkaufen und auch wenn er diese Dinge bereut, hat er keine andere Chance. Er muss diese Dinge tun, um zu überleben. In der heutigen Welt würde man als Samurai jedoch nicht überleben können, daher lautet der Titel des Albums Honor Killed The Samurai.

### Cover
Das Cover ist in schlichten Schwarz-Weiß-Farben gehalten. In Schwarz ist der Umriss eines Hauptes erkennbar, es ist außerdem der Griff eines Schwertes auszumachen. Auf dem Griff steht in japanischen Kanji 名誉 (gesprochen „meiyo“), was auf Deutsch „Ehre“ bedeutet. Der Hintergrund ist weiß, der Albumtitel ist in Großbuchstaben und in schwarzer Farbe abgedruckt. Am untersten rechten Rand ist „KA“ in weiß zu lesen.

## Titelliste
| #   | Titel                   | Länge |
| --- | ----------------------- | ----- |
| 1.  | Conflicted              | 3:20  |
| 2.  | Just                    | 3:40  |
| 3.  | That Cold and Lonely    | 2:49  |
| 4.  | Mourn at Night          | 3:34  |
| 5.  | $                       | 3:19  |
| 6.  | Destined                | 3:50  |
| 7.  | Ours                    | 3:41  |
| 8.  | Illicit Fields          | 3:25  |
| 9.  | Finer Things/Tamahagene | 5:19  |
| 10. | I Wish (Death Poem)     | 3:10  |

## Kritik
| Professionelle Bewertungen | Professionelle Bewertungen |
| -------------------------- | -------------------------- |
| Kritiken                   |                            |
| Quelle                     | Bewertung                  |
| Pitchfork                  | 8.0/10                     |
| Spin                       | 8/10                       |
| HipHopDX                   | 4.3/5                      |
| laut.de                    | [ 4 ]                      |

Stefan Johannesberg von laut.de lobte Ka’s Texte, die seiner Meinung sehr poetisch seien. Ka-Alben würden immer „alle Gehirnwindungen“ bedienen und die Seele berühren. Vom Hörer sei „totale Konzentration“ gefordert, zudem habe jedes Lied „B-Movie mit Kultstatus“-Charakter.
Juice-Redakteur Carlos Steurer verglich Ka mit Killer Mike und ist der Meinung, dass, wenn Killer Mikes Alben Platin-Status erlangen würden, Ka „mindestens Anglistikprofessor“ sei. Ka’s Lyrik sei besser als die seiner Kollegen Pusha T, Roc Marciano und Earl Sweatshirt. Ka bete seine kryptischen Zeilen „bedrückt nasal“ herunter und mache hierzu von biblischen Bildern Gebrauch, sein Rap sei „Gospel“ im reinsten Sinne. Ka habe mit Honor Killed the Samurai nun „Samurai-Level“ erreicht und verdiene für seine unterschätzten Alben einen Literaturpreis.
Das Rolling Stone-Magazin listet Honor Killed the Samurai auf den 19. Platz der „40 besten Rap-Alben des Jahres 2016“, bei der Website HipHopDX hingegen erreichte das Album den 14. Platz der „20 besten Rap-Alben des Jahres 2016“.